# Duboscia macrocarpa
Duboscia macrocarpa là một loài thực vật có hoa trong họ Cẩm quỳ. Loài này được Bocq. mô tả khoa học đầu tiên năm 1866.